# Yearbook of Conrad Studies
Yearbook of Conrad Studies – czasopismo naukowe wydawane przez Ośrodek dokumentacji i badania twórczości Josepha Conrada w Krakowie poświęcone życiu i pracy Josepha Conrada-Korzeniowskiego.